# Инфо (списание)
Списание „Инфо“ е българско онлайн научно-популярно издание за наука, технологии, природа и бизнес.
Офисът на редакцията на списанието е в гр. Айтос. Последната публикация е от декември 2013 г.
Основните рубрики в списанието са:
- Бизнес и икономика
- Екология
- Транспортни технологии
- Електроника
- Енергия и енергетика
- Природа
- Здраве и хранене
- Земя и климат
- История
- Компютри
- Космос
- Общество и култура

Публикациите в някои от основните рубрики се публикуват в подрубрики с по-специализирана тематика. Има възможност за коментари от читатели. Списанието се издава основно в електронен вид. Списанието предлага на редовните си читатели възможност да се абонират за новите публикации. За желаещите да закупят книжно издание, се отпечатват колекционерски броеве, като публикациите в тях не са подредени по хронологичен ред, а по тема на съответния брой. Изданието предлага възможност за безплатно разпространение на тези броеве в електронен вид, под формата на pdf файлове, които са свободно достъпни. Списанието е с научнопопулярен облик и е предназначено за широк кръг от читатели.
Списанието е създадено през 2012 година. Тематичните броеве, които са публикувани през 2012 г., са:
- Брой 1 / 2012: Петунията – непретенциозната красавица на градината;
- Брой 2 / 2012: Екобрикетите – производство, машини, цени;
- Брой 3 / 2012: ГМО. За или против генното модифициране.